# The Sky Moves Sideways
The Sky Moves Sideways (zu deutsch in etwa: „Der Himmel bewegt sich seitwärts“) ist das dritte Studioalbum von Porcupine Tree, das seit 1995 in fünf verschiedenen Versionen veröffentlicht worden ist.

## Entstehung und Stil
Die musikalische Richtung von Porcupine Tree, eine Formation die zunächst nur aus Steven Wilson bestand, bewegte sich in ihrer Frühphase im Rahmen von Progressive Rock, Psychedelic Rock und Ambient, so dass diese nicht eindeutig zeitlich definierte Epoche auch als „Psychedelische Phase“ bezeichnet wird. Als Nachfolger des 1993er Albums Up The Downstair stellt The Sky Moves Sideways aus dem Jahr 1995 einen weiteren Schritt in der Abkehr von einem Ein-Mann-Projekt zu einer bandorientierten Formation dar, da neben der Hinzunahme des Keyboarders Richard Barbieri und des Bassisten Colin Edwin, die bereits auf dem Vorgängeralbum mitwirkten, erstmals der Schlagzeuger Chris Maitland zu Studioaufnahmen eingesetzt wurde.
The Sky Moves Sideways Phase 1 (18:37)
1. The Colour of Air (4:39)
2. I find That I’m Not There (3:47)
3. Wire the Drum (6:18)
4. Spiral Circus (3:53)

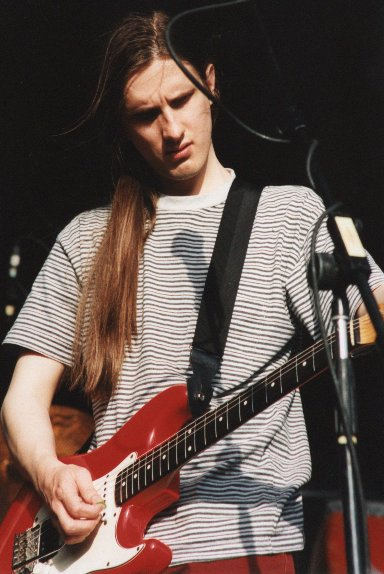
Steven Wilson im Jahr 1997

Das titelgebende, zweigeteilte Stück The Sky Moves Sideways ist in der Phase 1 in vier Abschnitte untergliedert. Die instrumentale Introduktion The Colour Of Air leitet das Werk mit crescendierenden Klangflächen in den als I find That I'm Not There bezeichneten zweiten Teil ein. Die bestehenden Klangflächen werden um Schlagzeug, Gitarre, Bass und Gesang ergänzt. Das Grundtempo ist langsam, wobei eine zurückhaltende Strophe zu einem temperamentvolleren Refrain einen dynamischen Kontrast bildet. Das Werk schlägt über in den von elektronischen Beats und solistischen Keyboardeinlagen dominierten Teil Wire The Drum um insgesamt an Tempo zuzunehmen, bis der dezentere von Akustikgitarren geprägte Abschnitt Spiral Circus zunächst den vorläufigen Abschluss bildet.
Die beiden Teile des Titelstücks bilden mit einer Gesamtlänge von 35 Minuten einen Rahmen um vier kürzere, songorientiertere Stücke.
The Sky Moves Sideways - Phase 2 (16:46)
1. Is. . . Not (12:01)
2. Off the Map (4:43)

Die Phase 2 von The Sky Moves Sideways nimmt an dieser Stelle die Klangflächen aus der Introduktion der ersten Phase wieder auf. Insgesamt entwickelt sich der als Is…Not bezeichnete Passus des Stücks jedoch zu einem gitarrenorientierten, geradlinigem Songfragment, der bis auf ein Gesangssolo der Sängerin Suzanne Barbieri durchweg instrumental gestaltet ist. Der sich dadurch entwickelte Raum wird durch ausgiebige Soloeinlagen der E-Gitarre ausgefüllt. Um einen Bogen zur Phase 1 zu bilden, nimmt der zweite Teil der zweiten Phase mit dem Titel Off The Map den Tenor von I find That I'm Not There erneut auf um The Sky Moves Sideways im gemäßigten Tempo mit einem melodieorientierten, durch Keyboardpassagen untermaltem Gitarrensolo nebst dezentem Schlagzeugeinsatz abzuschließen.
Das rein instrumentale Moonloop ergänzt das Album durch seine Gemächlichkeit und der repetitiven Muster des auf dem Bass gespielten Ostinatos, das durch dominierende Klangflächen und schlichtem Gitarrenspiel bereichert wird, um eine weitere psychedelische Note.
Alle Stücke wurden bis auf die Gemeinschaftskomposition Moonloop (Edwards, Edwin, Maitland, Wilson) von Steven Wilson komponiert.
Auf der The Sky Moves Sideways-Tournee, die die Band durch England und Italien führte, wurden die Titel The Sky Moves Sideways Phase 1, The Sky Moves Sideways Phase 2, Moonloop, Dislocated Day und The Moon Touches Your Shoulder gespielt.

## Besetzung
Auf der im Jahr 2012 erschienenen KScope 2-LP Version sind die einzelnen beteiligten Musiker folgendermaßen aufgeschlüsselt worden:
The Sky Moves Sideways
- Steven Wilson - guitars, keyboards, programming, flute, vocals
- Richard Barbieri - synthesizers, electronics
- Colin Edwin - bass guitar, double bass
- Chris Maitland - percussion
- Suzanne Barbieri - vocals
- Theo Travis - flute

Dislocated Day, Moon Touches Your Shoulder
- Steven Wilson - guitars, keyboards, bass, vocals
- Gavin Harrison - drums

Prepare Yourself
- Steven Wilson - guitars

Stars Die, Moonloop
- Steven Wilson - guitars, keyboards, tapes, vocals
- Colin Edwin - bass guitar
- Chris Maitland - drums
- Rick Edwards - percussion

## Versionen
Die verschiedenen Veröffentlichungen unterscheiden sich untereinander in der Anzahl, der Länge, der Aufteilung und Auswahl der Titel, sowie in ihrem Tonträgermedium:

### 1995: Originalausgabe CD/Vinyl
1. The Sky Moves Sideways Phase 1 (18:37)
2. Dislocated Day (5:24)
3. The Moon Touches Your Shoulder (5:40)
4. Prepare Yourself (1:58)
5. Moonloop (17:04)
6. The Sky Moves Sideways - Phase Two (16:46)

Mit dieser Titelliste wurde das Album auf dem Label Delerium erstmals veröffentlicht. Eine andere Veröffentlichung über C+S Records in den USA beinhaltet das Stück Stars Die anstatt Prepare Yourself. Moonloop ist wiederum in einer 8-minütigen Version zu hören und die einzelnen Abschnitte des Titelsongs sind in individuelle Untertitel separiert.

### 1996: US Edition CD
1. The Colour of Air (4:39)
2. I find That I’m Not There (3:47)
3. Wire the Drum (6:18)
4. Spiral Circus (3:56)
5. Stars Die (5:01)
6. Moonloop (8:11)
7. Dislocated Day (5:24)
8. The Moon Touches Your Shoulder (5:51)
9. Is. . . Not (12:01)
10. Off the Map (4:43)

Die US-Variante wurde ebenfalls auf dem Delerium Label veröffentlicht. Auf dieser Version wurden beide Teile des Titeltracks in einzelne Titel separiert. Somit entsprechen die Stücke eins bis vier The Sky Moves Sidesways Phase 1 und die Stücke neun bis zehn The Sky Moves Sidesways Phase 2. Moonloop ist als verkürzte Variante enthalten und entspricht somit der Version der C+S Records Veröffentlichung der Originalausgabe.

### 2004: Expanded Remaster Digipak CD
CD 1
1. The Sky Moves Sideways Phase 1 (18:39)
2. Dislocated Day (5:24)
3. The Moon Touches Your Shoulder (5:40)
4. Prepare Yourself (1:58)
5. The Sky Moves Sideways Phase 2 (16:48)

CD 2
1. The Sky Moves Sideways (alternate version) (34:37)
2. Stars Die (5:01)
3. Moonloop (improvisation) (16:18)
4. Moonloop (coda) (4:52)

In den Stücken Dislocated Day und The Moon Touches Your Shoulder wurde der programmierte Drumcomputer durch Aufnahmen mit einem echten Schlagzeug ersetzt, welches von Gavin Harrison gespielt wurde. Moonloop entspricht der Version der Originalausgabe von 1995, wurde jedoch um drei zusätzliche Minuten angereichert.

### 2004: 3LP Edition
Seite 1
1. The Sky Moves Sideways Phase 1 (18:39)

Seite 2
1. Stars Die (5:01)
2. Dislocated Day (5:24)
3. The Moon Touches Your Shoulder (5:40)
4. Prepare Yourself (1:58)

Seite 3
1. The Sky Moves Sideways Phase 2 (16:48)

Seite 4
1. Moonloop (improvisation) (16:18)
2. Moonloop (coda) (4:52)

Seite 5
1. The Sky Moves Sideways - alt ver part 1 (16:36)

Seite 6
1. The Sky Moves Sideways - alt ver part 2 (18:01)

Diese Version beinhaltet alle Titel der Expand Digipak Remaster Version von 2004. Als Bonus beinhaltet diese Variante jedoch eine LP-Single mit zwei Versionen des Titels Men Of Wood, welcher während der The Sky Moves Sideways Aufnahmen entstanden ist. Ursprünglich wurde dieser Titel auf der Stars Die: The Delerium Years 1991-1997 Compilation im Jahr 2000 veröffentlicht.

### 2012: KScope 2LP Edition
Seite 1
1. The Sky Moves Sideways Phase 1 (18:40)

Seite 2
1. Stars Die (5:07)
2. Dislocated Day (5:24)
3. The Moon Touches Your Shoulder (5:40)
4. Prepare Yourself (2:00)

Seite 3
1. The Sky Moves Sideways Phase 2 (16:56)

Side 4
1. Moonloop (22:23)

Auf den Stücken Dislocated Day und The Moon Touches Your Shoulder ist ebenfalls Gavin Harrison am Schlagzeug anstatt eines programmierten Drumcomputers, der auf der Originalausgabe verwendet wurde, zu hören. Moonloop entspricht der Version der Expand Remaster Digipak bzw. der 3-LP Version, wurde jedoch zu einem Titel zusammengefasst.
Diese Veröffentlichung beinhaltet einen Hinweis auf die Qualität der Klangwiedergabe, die sich tendenziell von der Praxis des Loudness Wars bei Musikproduktionen abheben soll:

“This 2012 vinyl edition features a new ‘anti-loudness’ remaster - in order to preserve the natural dynamics of the music hardly any limiting or EQ have been applied to the original masters.”

„Diese Schallplatte aus dem Jahr 2012 verfügt über eine neue künstlerische ‚Anti-Lautheits‘-Endbearbeitung der Tonaufnahme, die die natürliche Dynamik der Musik bewahren soll, ohne den Lautheitspegel der Originalaufnahmen über einen Equalizer künstlich zu erhöhen.“

## Vergleich zu Pink Floyd
Das 1995 erschienene Album, auf dem sich aufgrund der konzeptionellen und musikalischen Strukturen eindeutige Referenzen zu dem Stil der Gruppe Pink Floyd erkennen lassen, gilt als Höhepunkt der psychedelischen Phase Porcupine Trees. Die Verwandtschaft mit dem 1975 veröffentlichten Album Wish You Were Here und dem darauf enthaltenen Shine On You Crazy Diamond ist spätestens hier nicht mehr von der Hand zu weisen:

„Formprägend für das Albumzentrum […] ist die Aufspaltung des Titeltracks in zwei etwa gleich große Teile, die den songlastigeren Mittelteil flankieren. So entsteht eine gondelartige Struktur, deren Bug und Heck von ausschweifenden Verzierungen geprägt ist.“

Diese Parallele führte dazu, dass Porcupine Tree als „Pink Floyd der 1990er Jahre“ bezeichnet werden. Steven Wilson hat sich aufgrund dieser Entwicklung und zugunsten seiner eigenen musikalischen Ausrichtung von dem Album distanziert:

“To me it sounds so close to Pink Floyd and that is a very bad thing for me, because I never ever wanted to be a copy of another band. And when I listen to it now, I just think this is an album for people who love Pink Floyd and they want to hear more of the same. […] But for me as an artist it was dead end. I don't want to be making records that sound like another band. I wanna be making records that sound like something new and fresh and innovate. So for me although I can appreciate it's well put-together, the songs are good and the production is not bad on that record. Musically for me, it was a dead-end. It was too close to past preaching a band that I loved when I was a kid and you know I still do like them now, but I had to move on. And I think that record was important for me to get out of my system. […] I think probably I would have stopped by now making music completely, if I hadn't found another way forward. But it was an important stepping-stone for me, very important.”

„Für mich klingt es zu stark nach Pink Floyd. Und das ist für mich etwas sehr Schlechtes, weil ich nie wie eine Kopie einer anderen Band klingen wollte. Und wenn ich das Album jetzt höre, dann denke ich, dass es etwas für Leute ist, die Pink Floyd mögen und die mehr solche Musik wollen. […] Aber für mich als Künstler war es eher eine Sackgasse. Ich will halt keine Aufnahmen machen, die nach anderen Künstlern klingen. Ich will etwas aufnehmen, dass neu, frisch und innovativ klingt. Ich denke zwar, dass ‚The Sky Moves Sideways‘ eine gute Zusammenstellung toller Songs ist und auch gut produziert ist. Aber musikalisch stellte es für mich doch deutlich eine Art Sackgasse dar. Ich war damals halt zu nah dran, die Vergangenheit einer Band zu predigen, die ich liebte, als ich ein Kind war. Ich mein, ich mag Pink Floyd immer noch, aber es musste damals musikalisch für mich weitergehen. Deshalb denke ich, dass diese Album wichtig für mich war, um von meinem alten System loszukommen. […] Ich denke, dass ich darüber hinaus sogar mit dem Musik machen komplett aufgehört hätte, wenn ich keinen anderen Weg vorwärts gefunden hätte. Aber es war ein wichtiges Sprungbrett für mich, ein sehr wichtiges.“

Ab dem Nachfolgealbum Signify aus dem Jahr 1996 komponierte die Band mehr songorientierte Stücke. Damit fanden mehr Elemente u. a. aus Stilen wie Progressive Metal, Alternative und Britpop ihren Weg in die immer kürzer werdenden Progressive-Rock-Songs von Porcupine Tree, so dass die zeitlich ausgedehnten psychedelischen Klangstrukturen, wie sie auf The Sky Moves Sideways zu finden sind, fast vollständig verschwanden.

## Liveversionen und weitere Veröffentlichungen
Auf dem 1997 veröffentlichten Livealbum Coma Divine - Recorded Live in Rome sind die folgenden Titel aus dem The Sky Moves Sideways Album in Liveversionen enthalten:
- The Sky Moves Sideways (12:38)
- Dislocated Day (6:37)
- Moonloop (11:40)
- The Moon Touches Your Shoulder (5:05)
- Is…Not (6:09)[16]

Das Titelstück wurde in einer gekürzten 12-Minuten-Version dargeboten, die weitestgehend The Sky Moves Sideways Phase 1 in der Studioversion entspricht. Als Auszug aus The Sky Moves Sideways Phase 2 wurde das Stück Is…Not extrahiert, welches als einzelner und längerer Titel in einer Studioaufnahme auf der US-Veröffentlichung des The Sky Moves Sideways Albums von 1996 zu hören ist. Moonloop wurde in der Liveversion auf ca. zwölf Minuten gekürzt.
The Sky Moves Sideways ist auf dem Livealbum We Lost The Skyline aus dem Jahr 2008 in einer stark verkürzten, vierminütigen Akustikversion veröffentlicht worden, wobei Steven Wilson lediglich von John Wesely an der Gitarre begleitet wird. „We lost the skyline“ ist hier wiederum ein Zitat aus dem Text von The Sky Moves Sideways Phase 1.
Auf der Kompilation Stars Die: The Delerium Years 1991-1997 sind die Stücke Stars Die und The Sky Moves Sideways Phase 1 verwendet worden.
Im Jahr 1994 ist die EP Moonloop erschienen, die ausschließlich die beiden Stücke Stars Die und Moonloop enthält.
Die im Jahr 2001 erschienene Promo-CD Transmission IV beinhaltet eine 40-Minuten-Version des Stücks Moonloop, die von Steven Wilson mit Band 1994 live im Studio realisiert worden ist.

## Rezeption
Insgesamt wurde The Sky Moves Sideways von den Kritikern sehr wohlwollend aufgenommen. So vergaben die Rezensenten der deutschsprachigen Progressive-Rock-Enzyklopädie Babyblaue Seiten eine aus vier Rezensionen entstandene Durchschnittswertung von 11 bei 15 möglichen Punkten. Jochen Rindfrey bezeichnet das Album als „hervorragendes Beispiel neuer Psychedelic“ und beobachtet einen deutlichen Pink Floyd Einfluss, deren Werke The Dark Side of the Moon und Wish You Were Here dazu maßgebend sind. Thomas Kohlruß schließt sich dieser Meinung an, da „dieses Album wie kein anderes der Band auf den Spuren von Pink Floyd wandelt“ und resümiert, dass Porcupine Tree ein „wunderbar fließendes“ Album gelungen sei, auf dem „keine Langeweile aufkommt.“ Christian Rhode betrachtet das Werk etwas differenzierter, da es „einige Längen“ aufweise und nicht die „Vielschichtigkeit“ der späteren Alben erreiche. Dennoch habe The Sky Moves Sideways „sehr viel tiefe Atmosphäre.“
Auf der englischsprachigen Webseite der Prog Archives wird das Album mit 4.09 von 5 möglichen Punkten bewertet. Diese Wertung setzt sich aus 988 Beurteilungen, die ein Besucher der Webseite per Klick abgeben kann, und 81 schriftlichen Kritiken zusammen. Insgesamt wird dem Album das folgende Prädikat verliehen:

“Excellent addition to any prog rock music collection.”

„Hervorragende Ergänzung für jede Prog Rock Musiksammlung.“